# Brandis (schweizerisches Adelsgeschlecht)

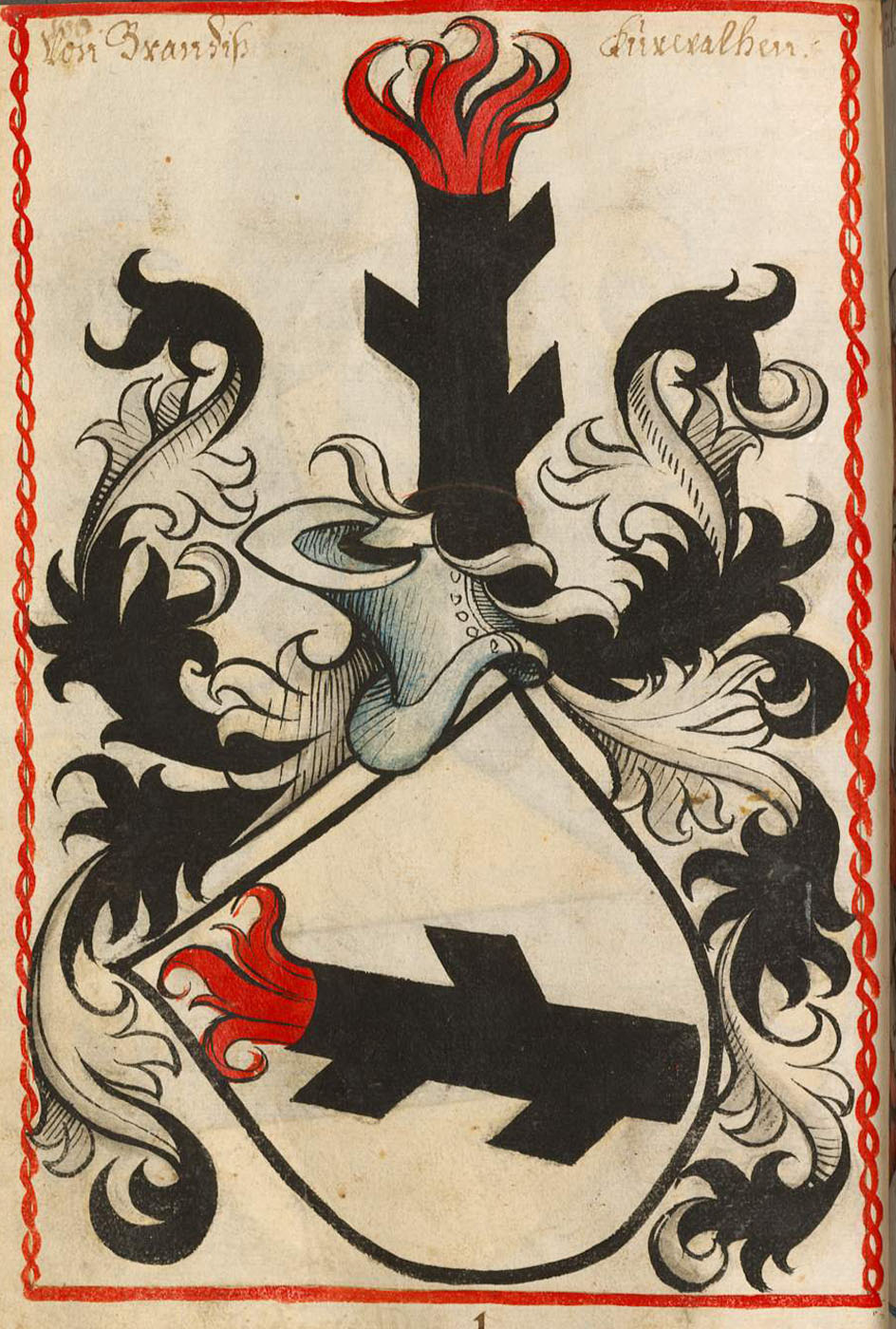
Wappen der Herren von Brandis aus dem Scheiblerschen Wappenbuch 1450–1480

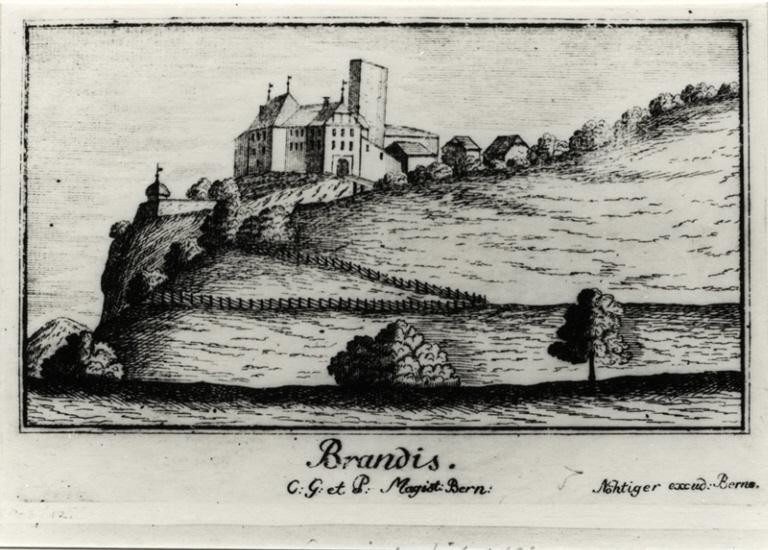
Burg Brandis (Kanton Bern)

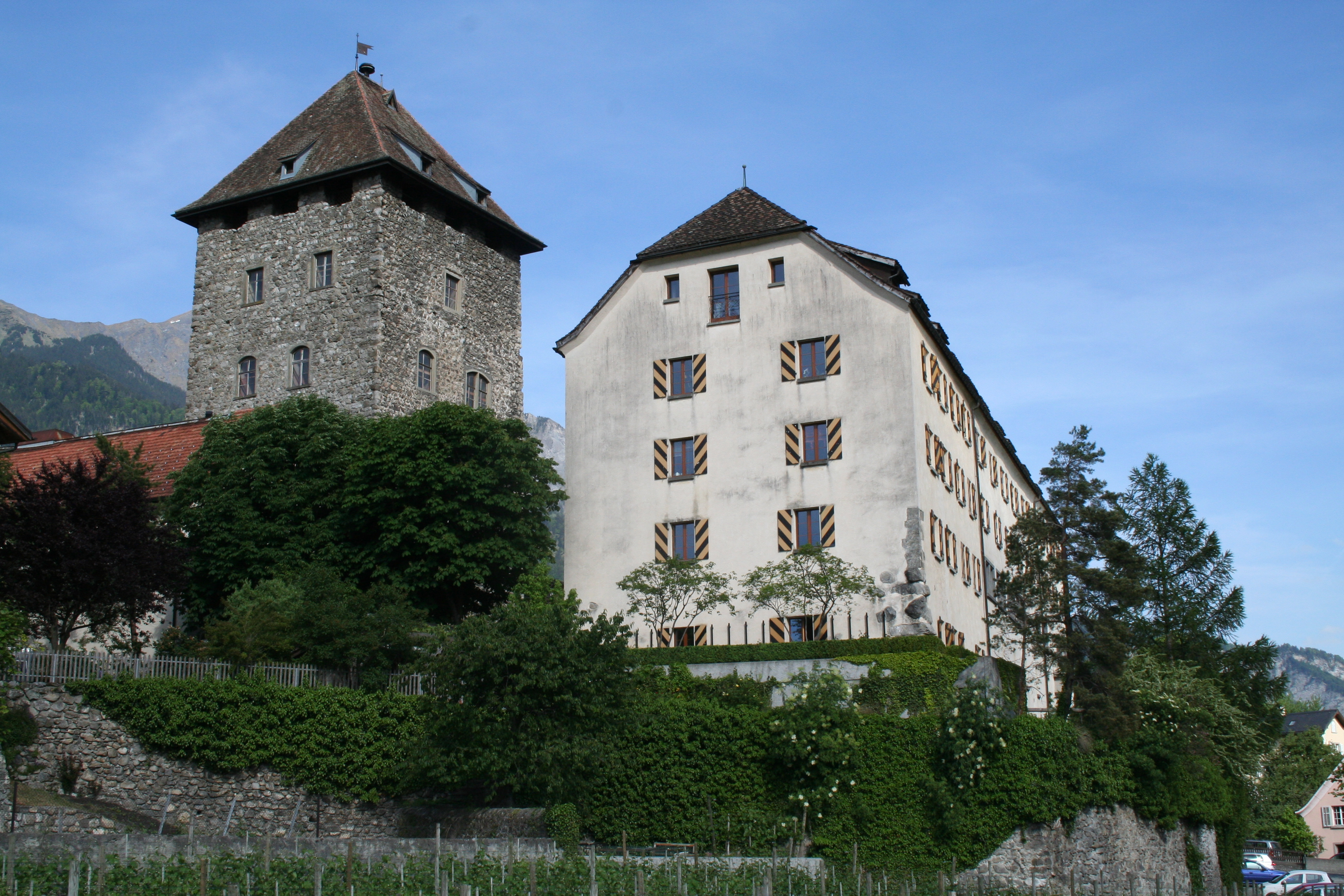
Schloss Brandis in Maienfeld (Kanton Graubünden)

Die Freiherren von Brandis stammten aus dem Emmental im heutigen Kanton Bern. Ihr Stammsitz war die Burg Brandis bei Lützelflüh.

## Geschichte
Die Familie von Brandis war seit dem 13. Jahrhundert im oberen und mittleren Emmental begütert und hielt die Vogtei über die Klöster Trub und Rüegsau. Der erste namentlich bekannte Vertreter der Familie war Konrad von Brandis. Seinen Nachkommen gelang im 14. und 15. Jahrhundert durch geschickte Heirats- und Kreditpolitik die Erwerbung von ausgedehnten Besitzungen im heutigen Kanton Bern, in der Ostschweiz, in Liechtenstein und in Vorarlberg.
Thüring von Brandis heiratete Katharina von Weissenburg und erhielt dadurch die Herrschaft Simmenegg. Er begründete die Verbindung der Familie zu Bern, indem er 1337 in ein Burgrecht mit der regional dominierenden Stadt einging. Während das Hochstift Konstanz in der Hand von Bischof Thüring von Brandis war, verpfändete dieser die Rechte des Hochstifts in der Landgrafschaft Burgund sowie die der Burg Bischofszell und die der Herrschaft Küssaberg im Schwarzwald an seine Verwandten. Eberhard von Brandis, Abt des Klosters Reichenau, verkaufte 1367 alle Güter und Rechte seines Klosters an seine Familie.
Durch die Ehe Wolfharts I. mit Agnes von Montfort-Feldkirch, der Witwe von Graf Hartmann von Werdenberg-Sargans, gelangte ein grosser Teil der Güter der Familie Werdenberg-Sargans im Rheintal und in Vorarlberg in die Hand derer von Brandis (Herrschaften Blumenegg mit dem Ansitz Burg Blumenegg, Sonnenberg mit der Burg Sonnenberg und Schellenberg mit der Oberen und Unteren Burg Schellenberg sowie die Grafschaft Vaduz mit Schloss Vaduz). Zuletzt kaufte Wolfhart V. von Brandis 1437 die Herrschaft Maienfeld, wo das von den Toggenburgern erbaute Schloss bis heute unter dem Namen Schloss Brandis bekannt ist, sowie das benachbarte Schloss Marschlins, und veräusserte gleichzeitig seine bernischen Besitzungen schrittweise an die Stadt Bern.
1477 heiratete Graf Alwig X. von Sulz, 60-jährig, die 35 Jahre jüngere Freifrau Verena von Brandis. Sie hatten zwei Töchter und einen Sohn Rudolf V. von Sulz, er wird in verschiedenen Quellen auch Rudolf III. genannt.
Ende des 15. Jahrhunderts geriet die Familie von Brandis zwischen die Fronten der Habsburger und der Eidgenossen. 1499 besetzten die Eidgenossen während des Schwabenkriegs die Herrschaft Maienfeld und nahmen dort Sigmund und Thüring von Brandis gefangen. Der letzte Spross des Geschlechts, Johannes von Brandis, musste wegen finanzieller Schwierigkeiten 1509 die Herrschaft Maienfeld an die Drei Bünde und 1510 Schellenberg, Vaduz und Blumenegg an Rudolf V. von Sulz verkaufen. Mit ihm erlosch das Geschlecht 1512.
Im Chor der St. Mamerta-Kapelle in Triesen stand ursprünglich ein spätgotischer geschnitzter Flügelaltar, den Ludwig von Brandis 1492 für die Kapelle stiftete. Der Altar befindet sich jetzt in der Triesner Pfarrkirche St. Gallus.

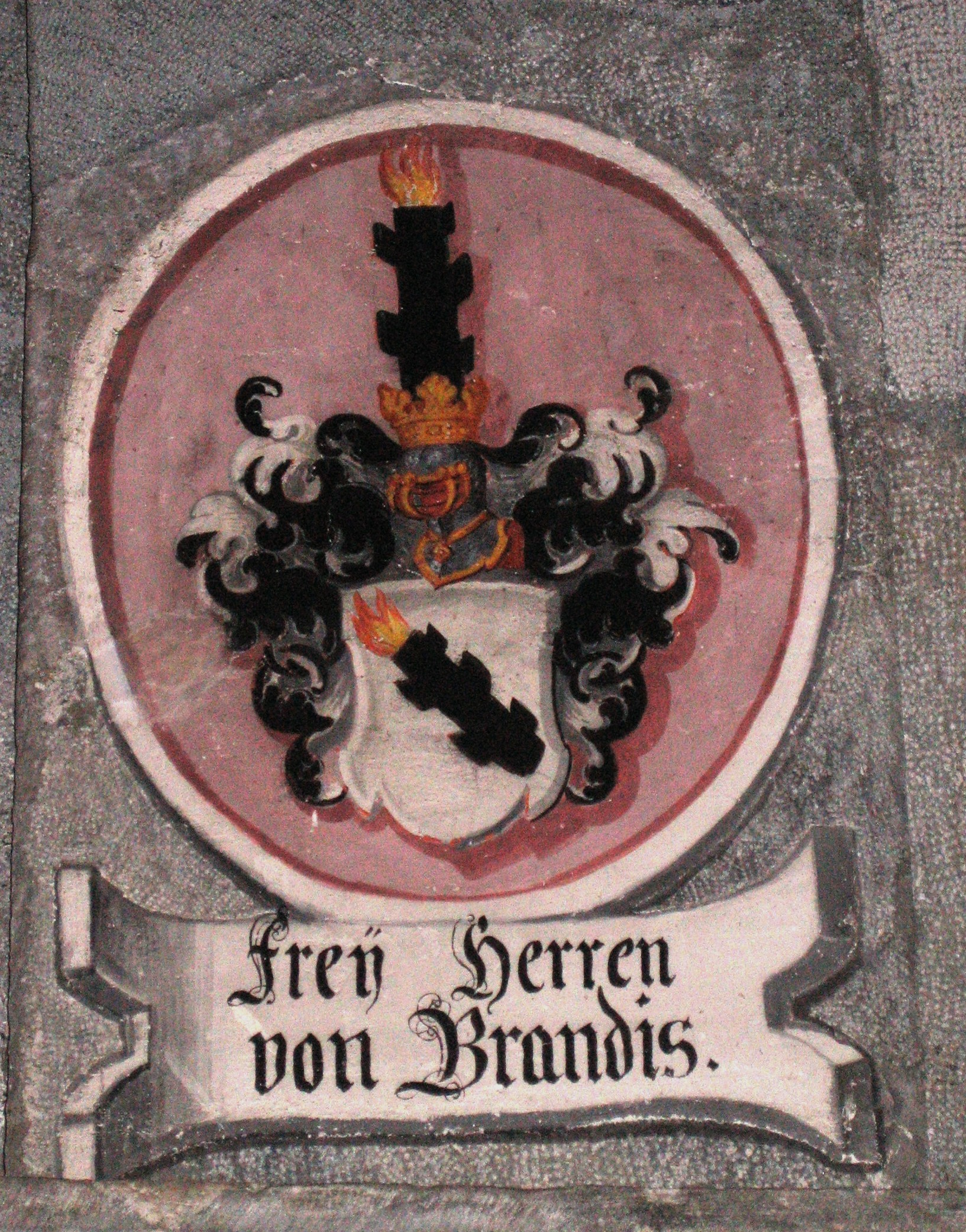
Wappen in der Kathedrale von Chur
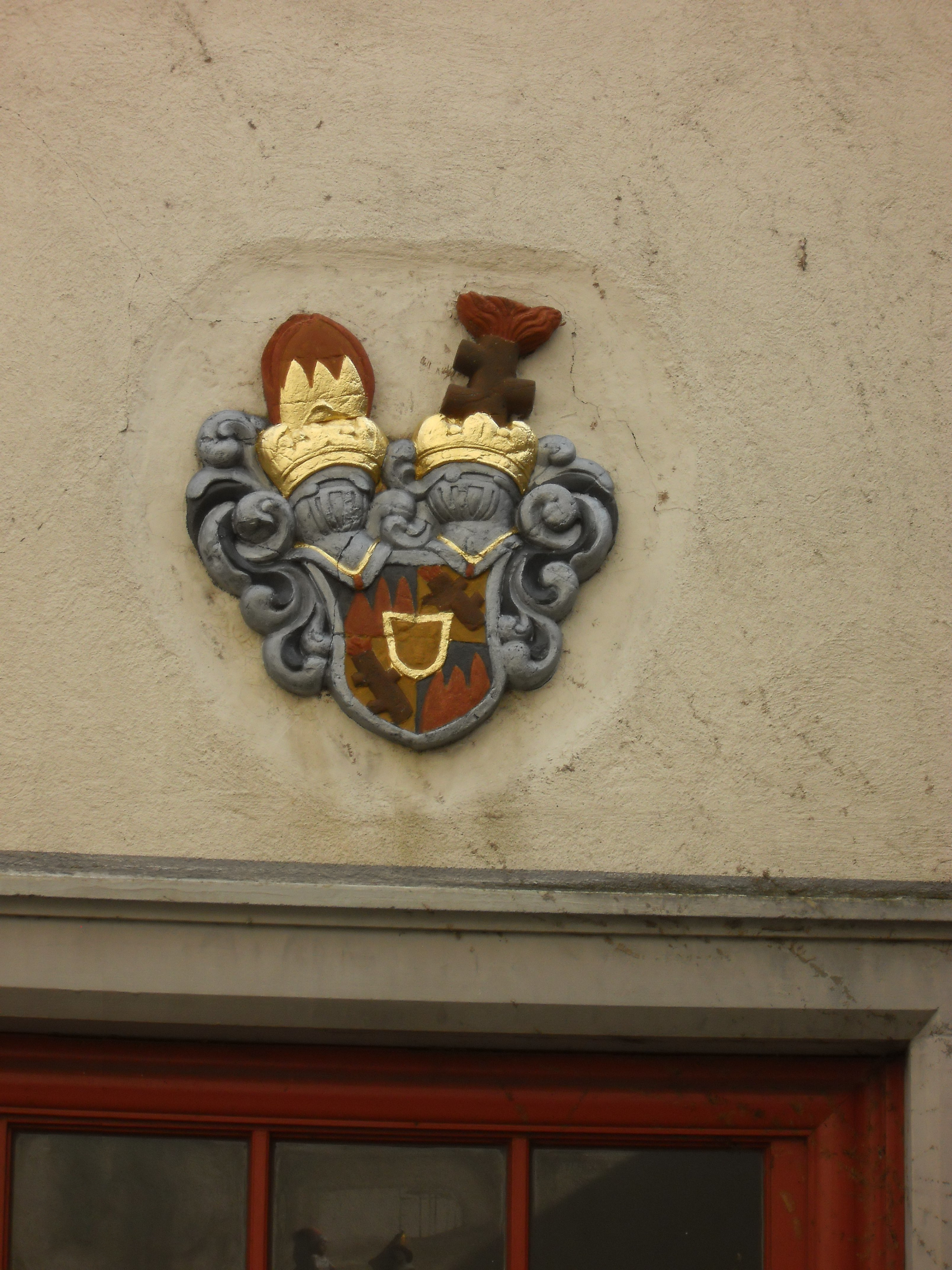
Allianzwappen Sulz–Brandis am Schloss Tiengen

Es existieren bis heute zwei weitere (nicht verwandte) Adelsgeschlechter gleichen Namens, die Grafen zu Brandis in Südtirol und die 1769 geadelten Freiherren von Brandis aus Niedersachsen.

## Persönlichkeiten
- Eberhard von Brandis (Abt) (vor 1328–1379), Abt des Klosters Reichenau
- Mangold von Brandis (vor 1356–1385), Abt von Reichenau und Bischof von Konstanz
- Heinrich III. von Brandis (vor 1348–1383), Bischof von Konstanz
- Wolfhart I. von Brandis (vor 1341–1371), Freiherr und Herr über alle Gebiete der Brandis
- Wolfhart IV. von Brandis (?–1418), Freiherr und Herr über alle Gebiete der Brandis und Bischofszell
- Wolfhart V. von Brandis (vor 1408– nach 1456), Freiherr
- Ortlieb von Brandis (1430–1491), Bischof von Chur